# Mordellidae

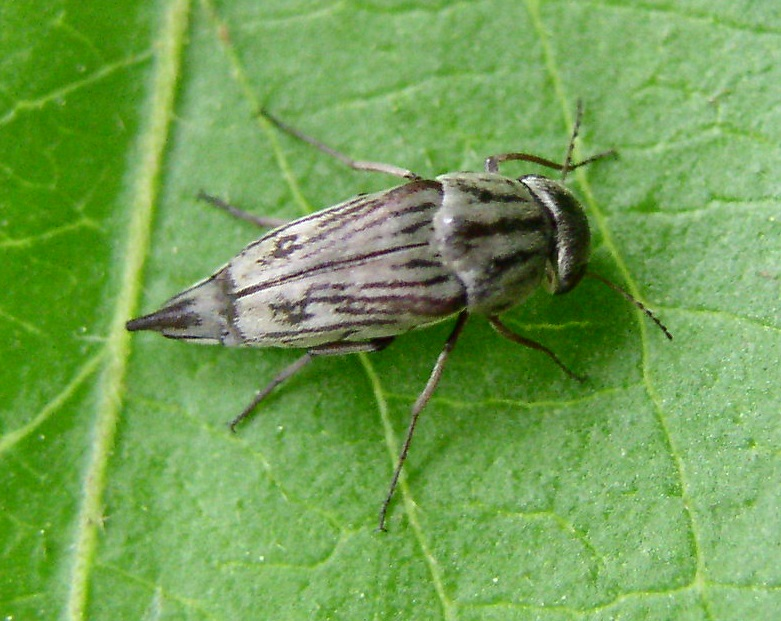
Adulto Tomoxia lineella (Mordellinae: Mordellini).

Los mordélidos (Mordellidae) son una familia de coleópteros tenebrionoideos con más de 1700 especies en 100 géneros distribuidas por todo el mundo. Son fitófagos y muchos se alimentan de polen de plantas muy diversas.

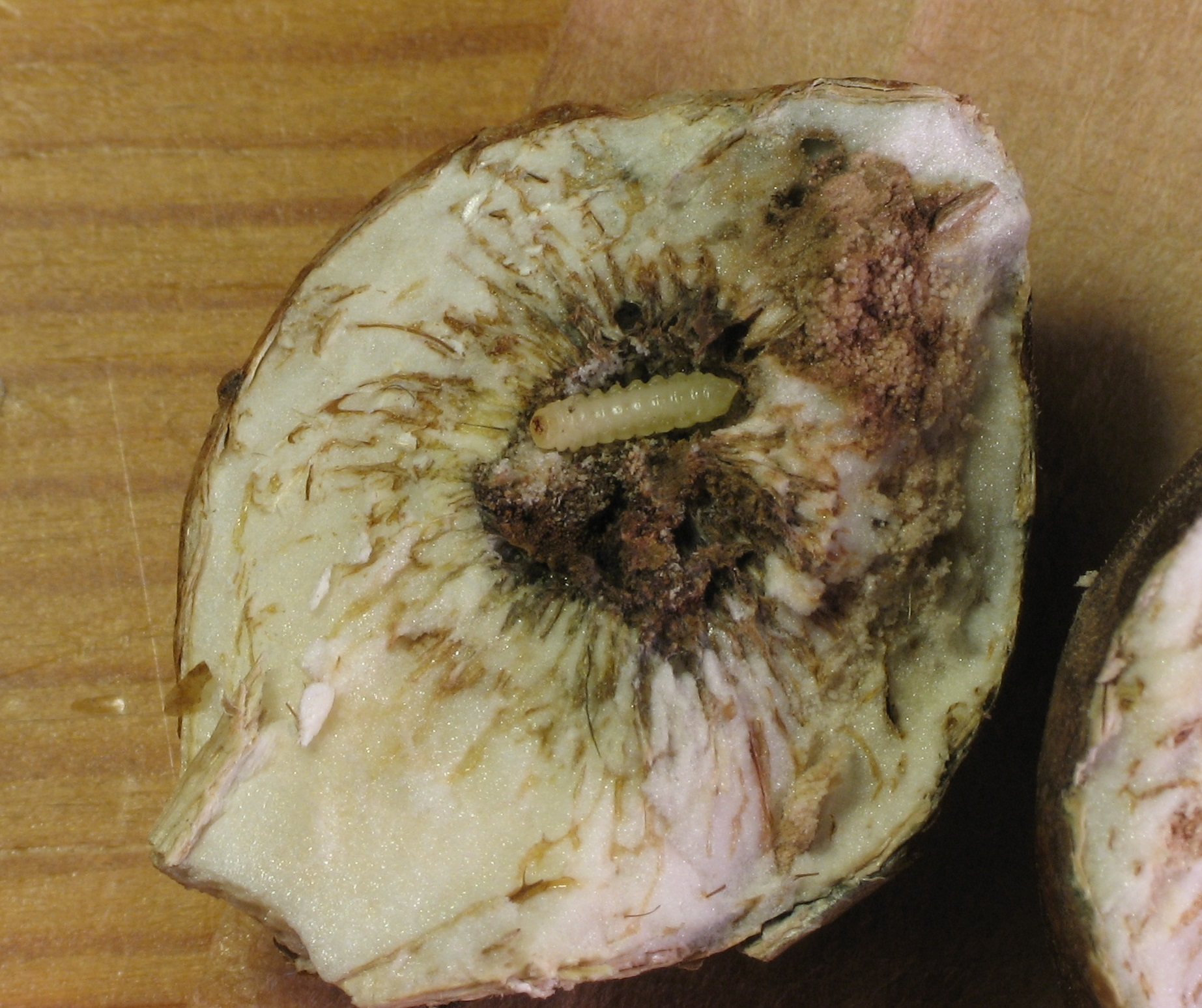
Larva de Mordellistena sp. (Mordellinae: Mordellistenini) en agalla de Solidago hecha por la mosca Eurosta solidaginis.

## Características
Por lo general, los mordélidos tienen un color oscuro y miden entre 2 y 15 mm de largo. Se caracterizan por tener patas traseras gruesas, un cuerpo encorvado y un abdomen alargado, en forma punteaguda (el pigidio) en las especies más grandes. En muchas especies el cuerpo es más delgado hacia atrás, en forma de cuña.
Las larvas viven en madera en descomposición. Se encuentran, por ejemplo, en barandas de madera viejas o, como la especie Mordellistena, en flores o arbustos florecientes.
Los mordélidos son muy activos y al ser agarrados realizan movimientos giratorios que parecen ser volteretas. Estos movimientos están conformados por una serie de saltos individuales muy rápidos (cada salto dura 80 ms aproximadamente). Son el resultado de los esfuerzos del escarabajo por volver a posicionarse para poder emprender vuelo. Un salto individual en realidad representa un sobregiro impulsado por una de las patas del tercer par (el metapodio). La dirección del salto depende de si el mordélido usa la pata derecha o izquierda.
La energía de los saltos varía porque se debe a musculación directa. Por consiguiente resultan en longitudes y altitudes de salto distintas con frecuencias de rotación de hasta 48 rps (Mordellochroa abdominalis) en torno al centro de gravedad del eje longitudinal del cuerpo. Un giro adicional en torno al eje transversal (frecuencia inferior) resulta en saltos con forma de tornillo. El pigidio carece de significado en cuanto al salto.
Saltos de menos potencia, pero efectuados con una técnica similar se pueden observar en coleópteros de la familia Melandryidae (= Serropalpidae) (Orchesia) y en la familia Scraptiidae (Anaspis), lo cual permite suponer que esta habilidad locomotora tenga origen en una filogénesis más general no atribuible únicamente a los mordélidos.

## Taxonomía
La familia Mordellidae se divide en dos subfamilias, Ctenidiinae, con un género, y Mordellinae, con 5 tribus, 105 géneros.
Subfamilia: Ctenidiinae Franciscolo, 1951
Género: Ctenidia Laporte de Castelnau, 1840:264
Especie: Ctenidia mordelloides Laporte de Castelnau, 1840:264
Subfamilia: Mordellinae Latreille, 1802
- Tribu  Conaliini (Ermisch, 1956)

Género: Conalia (Mulsant y Rey, 1858)
Especies:
- Conalia helva (LeConte, 1862)
- Conalia melanops (Ray, 1946)
- Conalia baudii (Mulsant & Rey, 1858)

Género: Conaliamorpha (Ermisch, 1968:225)
Especie: Conaliamorpha lutea (Ermisch, 1968:226) [Sudan]
Género: Glipodes (LeConte, 1862)
Especies:
- Glipodes sericans (Melsheimer, 1845)
- Glipodes bordoni (Franciscolo, 1990:105) [Venezuela]
- Glipodes dietrichi (Franciscolo, 1962:131) [Costa Rica, Venezuela]
- Glipodes tertia (Ray, 1936:218) [Brasil]

Género: Isotrilophus (Liljeblad, 1945)
Especie: Isotrilophus erraticus (Smith, 1883)
Género: Ophthalmoconalia (Ermisch, 1968:268)
Especies:
- Ophthalmoconalia castanea (Ermisch, 1968:268) [Congo]
- Ophthalmoconalia strandi (Horák, 1994:189)

Género Paraconalia (Ermisch, 1968:237)
Especies:
- Paraconalia brasiliensis (Ermisch, 1968:237) [Brasil]
- Paraconalia rufopygidialis (Ermisch, 1968:240) [Brasil]

Género: Pseudoconalia (Ermisch, 1950:72-73)
Especie: Pseudoconalia debeauxi (Franciscolo, 1942) [Sumatra; p.256?]
Género: Stenoconalia (Ermisch, 1967:130-131)
Especie: Stenoconalia endroedyi Ermisch, 1967:131 [Congo]
Género: Xanthoconalia (Franciscolo, 1942:292)
Especies:
- Xanthoconalia patrizii (Franciscolo, 1942:293) [Bélgica Congo]
- Xanthoconalia timossii (Franciscolo, 1942:295) [Somalia]

- Tribu Mordellini (Siedlitz, 1875) [J.B. Smith 1882; Ermisch 1941b]

Género: Adelptes (Franciscolo, 1965:385)
Especies:
- Adelptes clavipalpis Franciscolo, 1965:38 [Portugal, este de África; mozambica]
- Adelptes vadoni (Vadoni 1937:29) [Madagascar]

Género: Asiamordella (Hong, 2002:126)
Especie: Asiamordella furvis (Hong, 2002:128) [Liaoning - China]
Género: Austromordella (Ermisch, 1950:63)
Especies:
- Austromordella demarzi (Ermisch, 1963:295) [Oeste de Australia]
- Austromordella niveosuturalis Lea [Ermisch 1962 p.357]
- Austromordella tarsata (Ermisch, 1950:63) [Australia]
- Austromordella verticordiae Lea [Ermisch 1962 p.358]

Género: Binaghia (Franciscolo, 1943:297-298)
Especies:
- Binaghia concii (Franciscolo, 1943:300)
- Binaghia humerosticta (Franciscolo, 1943:298)

Género: Boatia (Franciscolo, 1985:79-82)
Especie: Boatia albertae Franciscolo, 1985:83 [Ecuador]
Género: Caffromorda (Franciscolo, 1952e:66)
Especie: Caffromorda platycephala (Franciscolo, 1952:67) [Sur de África]
Género: Calycina (Blair, 1922:250)
Especies:
- Calycina borneensis (Blair, 1922:224) [Borneo]
- Calycina gardneri Blair, 1931:203 [India]
- Calycina guineensis (Blair, 1922:225) [África]
- Calycina impressa (Pic, 1931:262) [Congo]
- Calycina major Nomura, 1967:6 [Formosa]
- Calycina nigriceps (Blair, 1922:224) [Maly]
- Calycina nigroapicalis Nomura, 1967:5 [Formosa]
- Calycina palpalis (Blair, 1922:223) [Brasil]
- Calycina sericeobrunnea (Blair, 1915:539) [Nueva Guinea; Ermisch 1950 p.71]
- Calycina sudanensis Ermisch, 1968:224 [Sudan]
- Calycina tarsalis (Blair, 1922:223) [Borneo]

Género: Cephaloglipa (Franciscolo, 1952c:331,350)
Especie: Cephaloglipa paumomuensis (Franciscolo, 1952:351) [Nueva Guinea]
Género: Congomorda (Ermisch, 1955:26)
Especie: Congomorda atra (Ermisch, 1955:27) [Congo Belga]
Género: Cothurus (Champion, 1891:259-260)
Especies:
- Cothurus bordoni (Franciscolo, 1987:230) [Venezuela]
- Cothurus iridescens (Champion, 1891:259) [México]

Género: Cretanaspis (Huang & Yang, 1999:125)
Especie: Cretanaspis lushangfenensis (Huang & Yang, 1999:129) [Beijing - China]
Género: Curtimorda (Méquignon, 1946:58)
Especies:
- Curtimorda bisignata (Redtenbacher, 1849:613) [Europa]
- Curtimorda maculosa (Neazen, 1794:273) [Europa]

Género: Glipa LeConte, 1859
Especies:
- Glipa hieroglyphica (Schwarz, 1878)
- Glipa oculata (Say, 1835)
- Glipa hilaris (Say, 1835)
- Glipa afrirozui Nakane, 1949:39 [Japón]
- Glipa alboscutellata Kônô, 1934:116 [Formosa]
- Glipa andamana Píc, 1941:10 [Andaman Is.]
- Glipa angustatissima Píc, 1911:191 [Celebes]
- Glipa angustilineata Fan & Yang, 1993:54 [Guangxi]
- Glipa atripennis Píc, 1923:29 [Sumatra]
- Glipa atriventris Píc, 1923:29 [Congo, Madagascar]

Género: Glipidiomorpha (Franciscolo, 1952c:347)
Especies:
- Glipidiomorpha astrolabii Franciscolo, 1952:349 [Nueva Guinea]
- Glipidiomorpha atraterga Lu & Fan, 2000:2 [Yunnan; Xishuanbanna, Damenlong]
- Glipidiomorpha burgeoni (Pic, 1929:269) [Bélgica, Congo
- Glipidiomorpha curticauda Ermisch, 1968:289
- Glipidiomorpha fahraei (Maeklin, 1875:565)
- Glipidiomorpha ideodorsalis Franciscolo, 1955:179
- Glipidiomorpha intermedia Franciscolo, 1955:179
- Glipidiomorpha kuatunensis Ermisch, 1968:289
- Glipidiomorpha leucozona Franciscolo, 1952:347 [Nueva Guinea]
- Glipidiomorpha obsoleta Franciscolo, 1955:179 [Rhodesia]
- Glipidiomorpha poggii Franciscolo, 2001:213 [Zimbawe]

Género: Hoshihananomia Kôno, 1935
Especies:
- Hoshihananomia inflammata (LeConte, 1862)
- Hoshihananomia octopunctata (Fabricius, 1775)
- Hoshihananomia perlineata (Fall, 1907)

Género: Iberomorda (Méquignon, 1946:59)
Especies:
- Iberomorda sulcicauda (Mulsant, 1856:354) [Europa, norte de África, Asia Menor]
- Iberomorda viridipennis (Mulsant, 1856)

Género: Ideorhipistena (Franciscolo, 2000:395
Especie: Ideorhipistena occipitalis Franciscolo, 2000:399
Género: Klapperichimorda Ermisch, 1968:279
Especies:
- Klapperichimorda kodadai Horák, 1996:158
- Klapperichimorda lutevittata Fan & Yang, 1995:99
- Klapperichimorda quadrimaculata Ermisch, 1968:280

Género: Larinomorda Ermisch, 1968:263
Especie: Larinomorda ivoirensis Ermisch, 1968:263
Género: Liaoximordella Wang, 1993
Especie: Liaoximordella hongi Wang, 1993
Género: Machairophora Franciscolo, 1943b:34
Especie: Machairophora fulvipuncta Hampson, 1893
Género: Macrotomoxia Pic, 1922b:208 [Ermisch 1950 p.51]
Especies:
- Macrotomoxia castanea Pic, 1922b:208 [Tonkin, Formosa]
- Macrotomoxia palpalis (Kôno, 1935:123)

Género: Mirimordella Liu, Lu & Ren, 2007:51 
Especie: Mirimordella gracilicruralis Liu, Lu & Ren, 2007:52 [Liaoning]
Género: Mordella Linnaeus, 1758
Especies:
- Mordella albosuturalis (Liljeblad, 1922)
- Mordella angulata (LeConte, 1878)
- Mordella atrata (Melsheimer, 1845)
- Mordella brevistylis (Liljeblad, 1922)
- Mordella capillosa (Liljeblad, 1945)
- Mordella cinereoatra (Liljeblad, 1945)
- Mordella fuscocinerea (Fall, 1907
- Mordella grandis (Liljeblad, 1922)
- Mordella hubbsi (Liljeblad, 1922)
- Mordella immaculata (Smith, 1883)
- Mordella insulata (LeConte, 1859)
- Mordella invisitata (Liljeblad, 1945)
- Mordella knulli (Liljeblad, 1922)
- Mordella latemaculata (Ray, 1944)
- Mordella lunulata (Helmuth, 1865)
- Mordella novemnotata (Ray, 1944)
- Mordella obliqua (LeConte, 1878)
- Mordella pretiosa (Champion, 1891)
- Mordella quadripunctata (Say, 1824)
- Mordella schwarzi (Liljeblad, 1945)
- Mordella signata (Champion, 1891)

Género: Mordellapygium Ray, 1930a:143
Género: Mordellaria Ermisch, 1950:69
Género: Mordellariodes Ermisch
Género: Mordelloides Ray, 1939:227
Género: Mordellopalpus Franciscolo, 1955c:179-181
Género: Neocurtimorda Franciscolo, 1950:1
Género: Neotomoxia Ermisch, 1950:10
Género: Ophthalmoglipa Franciscolo, 1952c:332
Género: Paramordella Pic, 1936:1
Género: Paramordellana Ermisch, 1968:265
Género: Paramordellaria Costa, 1854
Especie: Paramordellaria triloba
Género: Paraphungia Ermisch, 1969c:3-4
Género: Parastenomordella Ermisch, 1950:60
Género: Paratomoxia Ermisch, 1950:5,14
Género: Paratomoxioda Ermisch, 1954c
Género: Phungia Pic, 1922:15
Género: Plesitomoxia Ermisch, 1955
Género: Praemordella Shchegoleva-Barovskaya, 1929
Género: Pseudomordellaria Ermisch, 1950:67
Género: Pseudotomoxia Ermisch, 1950:52
Género: Sphaeromorda Franciscolo, 1950:8
Género: Stenaliamorda Ermisch & Chûjô, 1968:35-36
Género: Stenomorda Ermisch, 1950:17
Género: Stenomordella Ermisch, 1941a:115-116
Género: Stenomordellaria Ermisch, 1950:57
Género: Stenomordellariodes Ermisch, 1954a:92
Género: Succimorda Kubisz, 2001:273
Género: Tolidomordella Schilsky, 1908
Especie: Tolidomordella discoidea
Género: Tolidomoxia Ermisch, 1950:13-14
Género: Tomoxia Costa, 1854
Especies:
- Tomoxia inclusa (LeConte, 1862)
- Tomoxia lineella (Smith, 1883)
- Tomoxia abrupta (Ray, 1944)
- Tomoxia albonotata (Maeklin, 1875)
- Tomoxia alboscutella (Ermisch, 1955)
- Tomoxia albosuturalis (Pic, 1924)
- Tomoxia anotata (Ray, 1949)
- Tomoxia antipodes (Ray, 1930)
- Tomoxia auratonotata (Ray, 1936)
- Tomoxia binotata (Ray, 1939)
- Tomoxia borealis (LeConte, 1862)
- Tomoxia brevipennis (Ray, 1939)
- Tomoxia bucephala (Costa, 1854)
- Tomoxia carinata (Smith, 1883)
- Tomoxia contracta (Champion, 1891)
- Tomoxia diversimaculata (Ray, 1930)
- Tomoxia exoleta (Lea, 1917)
- Tomoxia fascifera (LeConte, 1878)
- Tomoxia fiebrigi (Ray, 1939)
- Tomoxia flavicans (Waterhouse, 1878)
- Tomoxia formosana (Chûjô, 1935)
- Tomoxia howensis (Lea, 1917)
- Tomoxia inclusa (LeConte, 1862)
- Tomoxia innotata (Píc, 1924)
- Tomoxia intermedia (Ray, 1930)
- Tomoxia interrupta (Champion, 1891)
- Tomoxia inundata (Wickham, 1914)
- Tomoxia latenotata (Píc, 1924)
- Tomoxia laticeps (Lea, 1895)
- Tomoxia laticollis (Píc, 1936)
- Tomoxia latipalpis (Ray, 1946)
- Tomoxia lineaticollis (Píc, 1933)
- Tomoxia lineella (LeConte, 1862)
- Tomoxia maculicollis (Lea, 1902)
- Tomoxia melanura (Lea, 1917)
- Tomoxia melasoma (Lea, 1917)
- Tomoxia multilineata (Pic, 1936)
- Tomoxia muriniceps (Sharp, 1883)
- Tomoxia obliquialba (Lea, 1925)
- Tomoxia paulonotata (Pic, 1936)
- Tomoxia philippinensis (Ray, 1930)
- Tomoxia picicolo (Ermisch, 1949)
- Tomoxia psotai (Ray, (1936)
- Tomoxia relicta (Takakuwa, 1985)
- Tomoxia ryukyuana (Takakuwa, 1985)
- Tomoxia serricornis (Ray, 1939)
- Tomoxia serval (Say, 1835)
- Tomoxia sexlineata (Lea, 1895)
- Tomoxia similaris (Nomura, 1967)
- Tomoxia spinifer (Champion, 1891)
- Tomoxia suboblongifera (Lea, 1931)
- Tomoxia subsuturalis (Píc, 1936)
- Tomoxia undulata (Melsheimer, 1846)

Género: Tomoxioda Ermisch, 1950:53
Género: Trichotomoxia Franciscolo, 1950:130
Género: Variimorda Méquignon, 1946:60
Género: Wittmerimorda Franciscolo, 1952e:67-70
Género: Yakuhananomia Ermisch, 1950
Especie: Yakuhananomia bidentata
Especie: Yakuhananomia ermischi
Especie: Yakuhananomia fulviceps
Especie: Yakuhananomia polyspila
Especie: Yakuhananomia tsuyukii
Especie: Yakuhananomia tui
Especie: Yakuhananomia uenoi
Especie: Yakuhananomia yakui
Género: Zeamordella Broun, 1886:847
- Tribu Mordellistenini

Género: Asiatolida Shiyake, 2000:26
Género: Calyce Champion, 1891:307 
Género: Calycemorda Ermisch, 1969:304
Género: Calyceoidea Ermisch, 1969:307
Género: Dellamora Normand, 1916:284
Género: Diversimorda Ermisch, 1969:301
Género: Ermischiella Franciscolo, 1950c:2
Género: Fahraeusiella Ermisch, 1953:316
Género: Falsomordellina Nomura, 1966:44-45
Género: Falsomordellistena Ermisch, 1941
Especies:
- Falsomordellistena bihamata (Melsheimer, 1845)
- Falsomordellistena discolor (Melsheimer, 1845)
- Falsomordellistena hebraica (LeConte, 1862)
- Falsomordellistena pubescens (Fabricius, 1798)

Género: Falsopseudomoxia
Género: Glipostena Ermisch, 1941:715,723
Género: Glipostenoda Ermisch, 1950
Especie: Glipostenoda ambusta (LeConte, 1862)
Género: Gymnostena Franciscolo, 1950:7
Género: Horionella Ermisch, 1954:194-195
Género: Mordellina Schilsky, 1908:137 
Género: Mordellistena Costa, 1854
Especies:
- Mordellistena aequalis (Smith, 1882)
- Mordellistena aethiops (Smith, 1882)
- Mordellistena andreae (LeConte, 1862)
- Mordellistena angusta (LeConte, 1862)
- Mordellistena arcuata (Ray, 1946)
- Mordellistena argenteola (Liljeblad, 1945)
- Mordellistena arizonensis (Ray, 1947)
- Mordellistena aspersa (Melsheimer, 1845)
- Mordellistena atriceps (Smith, 1882)
- Mordellistena attenuata (Say, 1826)
- Mordellistena cervicalis (LeConte, 1862)
- Mordellistena comata (LeConte, 1858)
- Mordellistena conformis (Smith, 1883)
- Mordellistena confusa (Blatchley, 1910)
- Mordellistena convicta (LeConte, 1862)
- Mordellistena crinita (Liljeblad, 1945)
- Mordellistena delicatula (Dury, 1906)
- Mordellistena dietrichi (Ray, 1946)
- Mordellistena dimidiata (Helmuth, 1864)
- Mordellistena divisa (LeConte, 1859)
- Mordellistena downesi (Hatch, 1965)
- Mordellistena elegantula (Smith, 1882)
- Mordellistena errans (Fall, 1907)
- Mordellistena fenderi (Ray, 1947)
- Mordellistena ferruginoides (Smith, 1882)
- Mordellistena frosti (Liljeblad, 1918)
- Mordellistena fulvicollis (Melsheimer, 1845)
- Mordellistena fuscata (Melsheimer, 1845)
- Mordellistena fuscipennis (Melsheimer, 1845)
- Mordellistena fuscoatra (Helmuth, 1864)
- Mordellistena gigantea (Khalaf, 1971)
- Mordellistena gigas (Liljeblad, 1917)
- Mordellistena heterocolor (Ray, 1946)
- Mordellistena hirticula (Smith, 1883)
- Mordellistena hoosieri (Blatchley, 1910)
- Mordellistena huachucaensis (Ray, 1946)
- Mordellistena humerosa (Ray, 1946)
- Mordellistena husseyi (Liljeblad, 1945)
- Mordellistena idahoensis (Ray, 1946)
- Mordellistena incommunis (Liljeblad, 1921)
- Mordellistena indistincta (Smith, 1882)
- Mordellistena inornata (Smith, 1882)
- Mordellistena intermixta (Helmuth, 1865)
- Mordellistena laterimarginalis (Ermisch, 1956)
- Mordellistena leonardi (Ray, 1946)
- Mordellistena leporina (LeConte, 1862)
- Mordellistena liljebladi (Ermisch, 1965)
- Mordellistena limbalis (Melsheimer, 1845)
- Mordellistena liturata (Melsheimer, 1845)
- Mordellistena lodingi (Liljeblad, 1945)
- Mordellistena longictena (Khalaf, 1971)
- Mordellistena louisianae (Khalaf, 1971)
- Mordellistena malkini (Ray, 1947)
- Mordellistena marginalis (Say, 1824)
- Mordellistena masoni (Liljeblad, 1918)
- Mordellistena militaris (LeConte, 1862)
- Mordellistena mississippiensis (Khalaf, 1971)
- Mordellistena mixta (Ray, 1946)
- Mordellistena morula (LeConte, 1862)
- Mordellistena mullahyi (Khalaf, 1971)
- Mordellistena nebulosa (Liljeblad, 1945)
- Mordellistena neocincta (Ray, 1946)
- Mordellistena neofascia (Ray, 1946)
- Mordellistena nigella (Liljeblad, 1945)
- Mordellistena nubila (LeConte, 1858)
- Mordellistena nunenmacheri (Liljeblad, 1918)
- Mordellistena ornata (Melsheimer, 1845)
- Mordellistena ozarkensis (Ray, 1936)
- Mordellistena pallens (Fall, 1907)
- Mordellistena pallidoptera (Khalaf, 1971)
- Mordellistena pallipes (Smith, 1882)
- Mordellistena palmi (Liljeblad, 1945)
- Mordellistena paradisa (Liljeblad, 1945)
- Mordellistena pauxilla (Liljeblad, 1945)
- Mordellistena picilabris (Helmuth, 1864)
- Mordellistena picipennis (Smith, 1882)
- Mordellistena pratensis (Smith, 1883)
- Mordellistena pulchra (Liljeblad, 1917)
- Mordellistena pullata (Liljeblad, 1945)
- Mordellistena quadrinotata (Liljeblad, 1921)
- Mordellistena rubrifascia (Liljeblad, 1945)
- Mordellistena rubrilabris (Helmuth, 1864)
- Mordellistena rubrofrontalis (Ray, 1936)
- Mordellistena rufescens (Smith, 1882)
- Mordellistena rufilabris (Helmuth, 1864)
- Mordellistena rufiventris (Helmuth, 1864)
- Mordellistena rufocephala (Ray, 1936)
- Mordellistena scalaris (Helmuth, 1864)
- Mordellistena schauppi (Smith, 1882)
- Mordellistena sericans (Fall, 1907)
- Mordellistena sexnotata (Dury, 1902)
- Mordellistena singularis (Smith, 1882)
- Mordellistena smithi (Dury, 1902)
- Mordellistena sparsa (Champion, 1891)
- Mordellistena splendens (Smith, 1882)
- Mordellistena stephani (Downie, 1987)
- Mordellistena subfuscus (Liljeblad, 1945)
- Mordellistena suspecta (Fall, 1907)
- Mordellistena suturalis (Ray, 1947)
- Mordellistena suturella (Helmuth, 1864)
- Mordellistena syntaenia (Liljeblad, 1921)
- Mordellistena tantula (Liljeblad, 1945)
- Mordellistena tarsalis (Smith, 1883)
- Mordellistena terminata (Ray, 1946)
- Mordellistena tetraspilota (Burne, 1989)
- Mordellistena texana (Smith, 1882)
- Mordellistena tosta (LeConte, 1862)
- Mordellistena trifasciata (Say, 1826)
- Mordellistena unicolor (LeConte, 1862)
- Mordellistena uniformis (Ray, 1946)
- Mordellistena vapida (LeConte, 1862)
- Mordellistena vera (Liljeblad, 1917)
- Mordellistena vilis (LeConte, 1858)
- Mordellistena viridescens (Liljeblad, 1945)
- Mordellistena wenzeli (Liljeblad, 1945)
- Mordellistena ynotata (Ray, 1947)
- Mordellistena yumae (Ray, 1946)

Género: Mordellistenalia Ermisch, 1958:376
Género: Mordellistenochroa Horák, 1982:52
Género: Mordellistenoda Ermisch, 1941:589
Género: Mordellistenula Stchegoleva-Barowskaja, 1930:24,57
Género: Mordellochroa Emery, 1876
Especie: Mordellochroa scapularis (Say, 1824)
Género: Mordellochroidea Ermisch, 1969:311
Género: Mordelloxena Franciscolo, 1950:6
Género: Morphomordellochroa Ermisch, 1969:308-309
Género: Neomordellistena Ermisch, 1950:48
Género: Palmorda Ermisch, 1969:312
Género: Palpomorda Ermisch, 1969:312
Género: Paramordellistena Ermisch, 1950:73-74
Género: Phunginus Píc, 1922:15
Género: Pselaphokentron Franciscolo, 1955c:184-187
Género: Pseudodellamora Ermisch, 1942:714,720
Género: Pseudotolida Ermisch, 1950
Especies:
- Pseudotolida arida (LeConte, 1862)
- Pseudotolida knausi (Liljeblad, 1945)
- Pseudotolida lutea (Melsheimer, 1845)

Género: Pulchrimorda Ermisch & Chûjô, 1968:37
Género: Raymordella Franciscolo, 1956:225
Género: Tolida Mulsant, 1856:87
Género: Tolidopalpus Ermisch, 1951-52:149
Género: Tolidostena Ermisch, 1942:674
Género: Uhligia Horák, 1990:139
Género: Xanthomorda Ermisch, 1968:316
- Tribu Reynoldsiellini Franciscolo, 1957:237)

Género: Reynoldsiella Ray, 1930:164
Género: Reynoldsiellina Franciscolo, 1957:237
- Tribu Stenaliini Franciscolo, 1956:219)

Género: Brodskyella Horák, 1989:37
Género: Pselaphostena Franciscolo, 1950a:130
Género: Stenalia Mulsant, 1856:387
Género: Stenaliodes Franciscolo, 1956:219